# Prêmio Cledo Brunetti IEEE
O Prêmio Cledo Brunetti IEEE (em inglês:  IEEE Cledo Brunetti Award) é um prêmio por contribuições de destaque em nanotecnologia e miniaturalização em artes eletrônicas. Pode ser concedido a um único indivíduo ou grupo de até três pessoas. Foi estabelecido em 1975 pelos dirigentes do Instituto de Engenheiros Eletricistas e Eletrônicos (IEEE).

## Laureados
- 1978: Jack Kilby e Robert Noyce
- 1979: Geoffrey Dummer e Philip J. Franklin
- 1980: Marcian Hoff
- 1981: Donald Richard Herriott
- 1982: Robert Heath Dennard
- 1983: Abe Offner
- 1984: Harry Rubinstein
- 1985: Alec Broers
- 1986: Richard M. White
- 1987: Michael Hatzakis
- 1988: Irving Ames, Francois d'Heurle, Richard Horstmann
- 1989: Shun-Ichi Iwasaki
- 1990: Else Kooi
- 1991: Hideo Sunami
- 1992: David A. Thompson
- 1993: Takafumi Nambu, Mitsuru Ida e Kamon Yoshiyuki
- 1994: Eiji Takeda
- 1995: Henry I. Smith
- 1996: Mitsumasa Koyanagi
- 1997: Dieter Kern, George Sai-Halasz e Matthew Wordeman
- 1998: Richard S. Muller e Roger Howe
- 1999: David K. Ferry
- 2000: Robert E. Fontana
- 2001: R. Fabian W. Pease
- 2002: Mark Lundstrom e Supriyo Datta
- 2003: Andrew Neureuther
- 2004: Stephen Chou
- 2005: William Oldham
- 2006: Susumu Namba
- 2007: Sandip Tiwari
- 2008: Michel Bruel
- 2009: Burn Jeng Lin
- 2010: Ghavam Shahidi
- 2011: Massimo Fischetti, David J. Frank e Steven Laux
- 2012: Yan Borodovsky e Sam Sivakumar
- 2013: Giorgio Baccarani
- 2014: Martin van den Brink
- 2015: Hiroshi Iwai
- 2016: Akira Toriumi
- 2017: Guido Groeseneken
- 2018: Siegfried Selberherr